# Hadena magnolii
Hadena magnolii är en fjärilsart som beskrevs av Jean Baptiste Boisduval 1828. Hadena magnolii ingår i släktet Hadena och familjen nattflyn. Inga underarter finns listade i Catalogue of Life.